# 哈維冰原島峰
66°58′S 52°0′E / 66.967°S 52.000°E
哈維冰原島峰是南極洲的冰原島峰，位於恩德比地，屬於圖拉山脈的一部分，處於里德山以西7公里，該山峰根據澳大利亞探險隊的空中照片被繪入地圖，以莫森站的電子工程師命名。